# نادي ديوسجوري
نادي ديوسجوري لكرة القدم (Diósgyőr-Vasgyári Testgyakorlók Köre) هو نادي كرة قدم مجري، تأسس سنة 1910.

## وصلات خارجية
- الموقع الرسمي